# Управління у справах ветеранів та жертв репресій
Управління у справах ветеранів та жертв репресій — польський центральний урядовий офіс, завданням якого є надання всебічних послуг ветеранам і жертвам війни та повоєнних репресій ХХ століття, необхідної допомоги і турботи, а також належної їм поваги і пам'яті.

## Правова основа
Управління діє на підставі Закону від 24 січня 1991 року «Про ветеранів та окремих осіб, які постраждали від війни та післявоєнних репресій». Разом з цим виконує завдання, визначені іншими правовими актами, зокрема: Законом від 31 травня 1996 року про фінансові виплати особам, депортованим на примусові роботи та ув'язненим у трудових таборах Третім Рейхом і Союзом Радянських Соціалістичних Республік (СРСР)

## Історія створення
Попередником за часів ПНР було Управління у справах ветеранів. У 1972—1982 роках ця інституція функціонувала як міністерство, а в 1982—1987 роках як центральний апарат, підпорядкований прем'єр-міністру. Структуру очолював генерал-майор Мечислав Грудзень, який був міністром у справах ветеранів (1972—1981), керівником (1981—1982) і президентом (1982—1987). Після розформування підрозділу справи ветеранів перейшло до Міністерства праці та соціальної політики. У теперішньому вигляді «Управління у справах ветеранів та жертв репресій»,- було створено в 1991 році. Спочатку воно підпорядковувалося прем'єр-міністру, а з 1997 року — міністру, відповідальному за соціальне забезпечення. Офісом керував керівник, якого призначав і звільняв прем'єр-міністр. Голова управління мав звання державного секретаря, а його заступник — підсекретаря. Після травневих змін 2014 року замість держсекретаря призначається Голова управління.

## Керівники
3 1 січня 1991 року

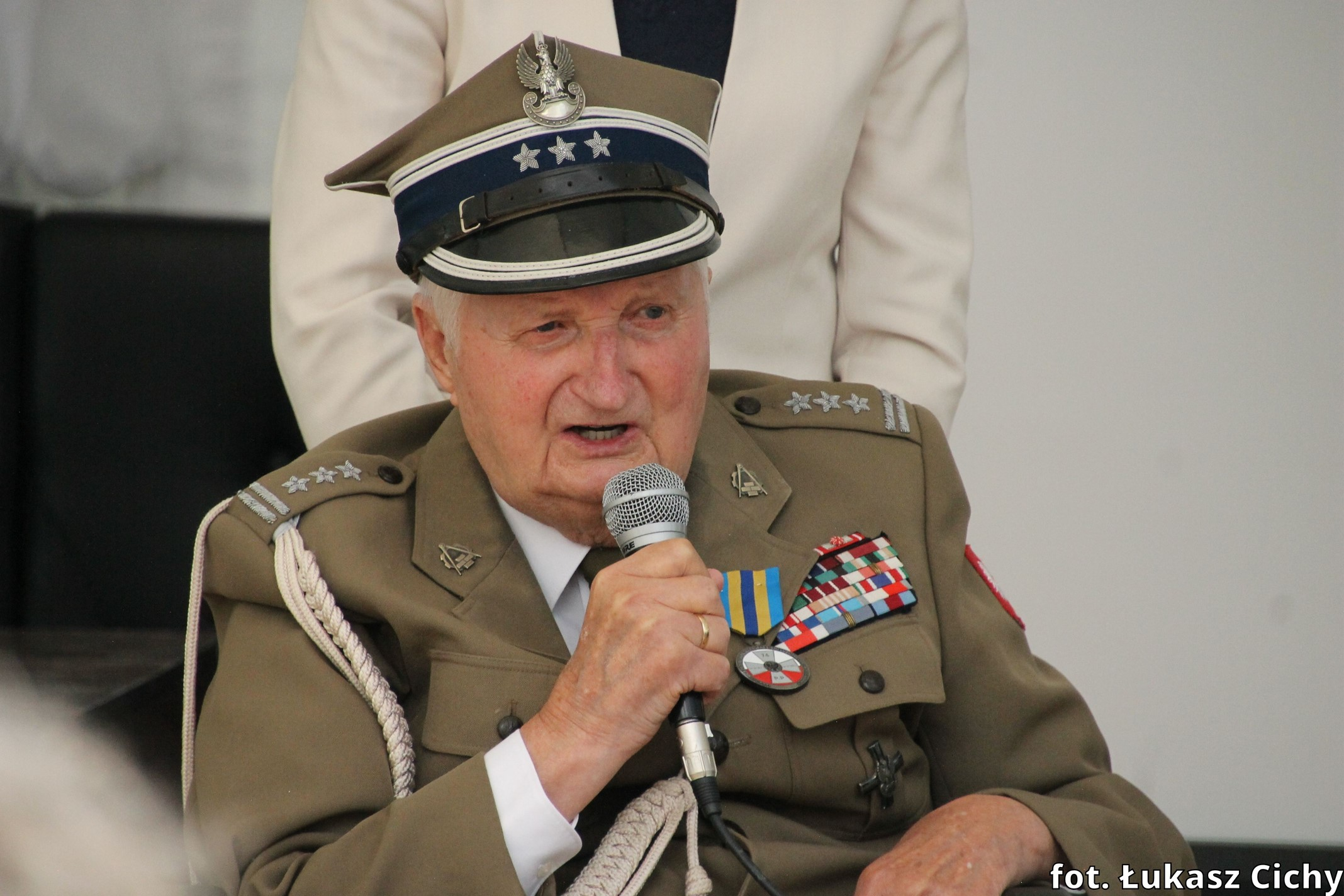
Перший керівник управління Збігнєв Зелінський

- Збігнєв Зелінський (пол. Zbigniew Zieliński) — 1991—1992
- Януш Одзімковський (пол. Janusz Odziemkowski) — 1992—1994
- Адам Добронський (пол. Adam Dobroński) — 1994—1997
- Яцек Тейлор (пол. Jacek Taylor) — 1997—2001
- Єжи Возняк (пол. Jerzy Woźniak) — 2001
- Ян Турський (пол. Jan Turski) — 2001—2006
- Януш Крупський (пол. Janusz Krupski) — 2006—2010
- Ян Станіслав Цехановський (пол. Jan Stanisław Ciechanowski) — 2010—2013, 2013—2014 в.о.

3 2014 року
- Ян Станіслав Цехановський (пол. Jan Stanisław Ciechanowski) — 2014—2016
- Jan Józef Kasprzyk (пол. Jan Stanisław Ciechanowski) — 2016, 2017—2024 в.о.
- Лех Парелл (пол. Lech Parell) — з 2024[3]

Середня повна зайнятість становила 143 особи, середня місячна зарплата брутто 6058 злотих
Офіс видає щомісячник «Комбатант» — журнал, адресований ветеранам, жертвам політичних репресій та людям, які цікавляться історією.